# Mehrwertige Logik
Mehrwertige Logik ist ein Oberbegriff für alle logischen Systeme, die mehr als zwei Wahrheitswerte verwenden.
Ausgangspunkt für die Entwicklung mehrwertiger Logiken war die erkenntnistheoretische Frage, ob dem Prinzip der Zweiwertigkeit außerlogische Wahrheit zukommt. Für Aussagen über die Zukunft stellt bereits Aristoteles diese Frage, indem er argumentiert, dass die Wahrheit einer Aussage wie „Morgen wird eine Seeschlacht stattfinden“ erst am Abend des morgigen Tages feststehen wird und dass sie bis zu diesem Zeitpunkt noch als unbestimmt und damit als kontingent möglich betrachtet werden muss.
Die erste im modernen Sinn formalisierte mehrwertige Logik ist die im Jahre 1920 von Jan Łukasiewicz vorgestellte dreiwertige Logik L3. Ihre drei Wahrheitswerte interpretiert Łukasiewicz unter Berufung auf das Seeschlacht-Beispiel des Aristoteles als „wahr“, „falsch“ und – für zukünftige Aussagen, deren Wahrheit noch nicht feststeht – „(kontingent) möglich“.
In neuerer Zeit haben mehrwertige Logiken im Bereich der Informatik hohe praktische Bedeutung gewonnen. Sie ermöglichen den Umgang mit der Tatsache, dass Datenbanken nicht nur eindeutig bestimmte, sondern auch unbestimmte, fehlende oder sogar widersprüchliche Informationen enthalten können.

## Grundlagen mehrwertiger Logik
Während mehrwertige Logik mit dem Prinzip der Zweiwertigkeit eines der beiden Grundprinzipien der klassischen Logik aufgibt, behält sie deren anderes Grundprinzip, das Extensionalitätsprinzip, bei: Der Wahrheitswert jeder zusammengesetzten Aussage ist weiterhin eindeutig durch die Wahrheitswerte ihrer Teilaussagen bestimmt.
Im Gegensatz zur klassischen Logik ist die Deutung der Wahrheitswerte bei mehrwertigen Logiken weniger natürlich vorgegeben. Es sind zahlreiche unterschiedliche Interpretationen vorgeschlagen worden. Aus diesem Grund und weil viele Deutungen, die mehr als zwei Werte nicht als Abstufungen oder Arten von Wahrheit und Falschheit ansehen, sondern zum Beispiel epistemisch als Abstufung von Erkenntnis oder Gewissheit (zum Beispiel mit den drei Werten „als wahr bekannt“, „unbekannt“ und „als falsch bekannt“), werden die Werte mehrwertiger Logik häufig nicht als Wahrheitswerte, sondern als Pseudowahrheitswerte oder als Quasiwahrheitswerte bezeichnet. Aus Gründen der Kompaktheit verwendet dieser Artikel dennoch durchgehend die Bezeichnung „Wahrheitswert“.
Neben dem Problem der Deutung der Wahrheitswerte stellen sich beim Umgang mit mehrwertiger Logik zahlreiche Aufgaben technischer Natur und es ergeben sich weitere Deutungsprobleme: Grundlegende Begriffe wie jener der Tautologie, jener der Kontradiktion oder jener der Folgerung müssen neu definiert und gedeutet werden.
Tautologien und designierte Wahrheitswerte
In der klassischen Logik sind Tautologien definiert als Aussagen, die immer (das heißt ungeachtet dessen, wie die in ihnen auftretenden atomaren Aussagen bewertet werden) wahr sind. Um den Begriff „Tautologie“ für die mehrwertige Logik nutzbar zu machen, muss man einen oder mehrere der Pseudowahrheitswerte auszeichnen. Der Begriff „Tautologie“ lässt sich dann an die mehrwertige Logik anpassen, indem man all jene Aussagen als Tautologien bezeichnet, die stets, das heißt unter jeder Bewertung, einen der ausgezeichneten Wahrheitswerte annehmen. Diese ausgezeichneten Wahrheitswerte nennt man auch designierte Wahrheitswerte.
Kontradiktion und negativ designierte Wahrheitswerte
Will man den Begriff „Kontradiktion“ auf die mehrwertige Logik ausdehnen, so hat man dazu zwei Möglichkeiten: Man kann einerseits einen oder mehrere der Wahrheitswerte negativ hervorheben und dann all jene Aussagen als Kontradiktionen bezeichnen, die immer – das heißt unter jeder Bewertung – einen negativ designierten Wahrheitswert liefern. Andererseits kann man eine Aussage als Kontradiktion bezeichnen, deren Negation eine Tautologie ist. Vorausgesetzt wird dabei, dass eine geeignete Negation zur Verfügung steht und geklärt ist, welche der mehrwertigen Negationen für diesen Zweck geeignet ist.
Folgerung
Mit Hilfe des Konzepts der designierten Wahrheitswerte lässt sich der Folgerungsbegriff analog zu jenem der klassischen Logik leicht auf mehrwertige Logik ausdehnen: Ein Argument ist demnach genau dann gültig, wenn unter allen Bewertungen, unter denen alle Prämissen des Arguments designierte Wahrheitswerte annehmen, auch seine Konklusion einen designierten Wahrheitswert annimmt.

## Systeme mehrwertiger Aussagenlogik

### Kleene-LogikK3
Die Kleene-Logik {\displaystyle K_{3}} enthält drei Wahrheitswerte, nämlich 1 für „wahr“, 0 für „falsch“ und {\displaystyle {\tfrac {1}{2}}}, das hier auch als i bezeichnet wird und für „weder wahr noch falsch“ steht. Kleene definiert die Negation {\displaystyle f\neg }, Konjunktion {\displaystyle f\wedge }, Disjunktion {\displaystyle f\vee } und Implikation {\displaystyle f\rightarrow } durch folgende Wahrheitswertfunktionen:
{\displaystyle {\begin{array}{|c || c|}f\neg &\\\hline 1&0\\i&i\\0&1\\\end{array}}\quad {\begin{array}{|c || c|c|c|}f\wedge &1&i&0\\\hline 1&1&i&0\\i&i&i&0\\0&0&0&0\\\end{array}}\quad {\begin{array}{|c || c|c|c|}f\vee &1&i&0\\\hline 1&1&1&1\\i&1&i&i\\0&1&i&0\\\end{array}}\quad {\begin{array}{|c || c|c|c|}f\rightarrow &1&i&0\\\hline 1&1&i&0\\i&1&i&i\\0&1&1&1\\\end{array}}}
Damit bildet – wie zum Beispiel auch bei Łukasiewiczs dreiwertiger Logik {\displaystyle L_{3}}, siehe dort – die Disjunktion das Maximum und die Konjunktion das Minimum der verknüpften Wahrheitswerte und errechnet sich die Negation einer Aussage mit Wahrheitswert {\displaystyle v} als {\displaystyle 1-v}.
Betrachtet man 1 als einzigen designierten Wahrheitswert, dann gibt es in {\displaystyle K_{3}} keinerlei Tautologien; betrachtet man sowohl 1⁄2 als auch 1 als designiert, dann ist die Menge der Tautologien in {\displaystyle K_{3}} identisch mit der Menge der klassischen, zweiwertigen Aussagenlogik.

### Gödel-LogikenGkundG∞
Gödel definiert 1932 eine Familie mehrwertiger Logiken {\displaystyle G_{k}} mit endlich vielen Wahrheitswerten {\displaystyle 0,{\tfrac {1}{k-1}},{\tfrac {2}{k-1}},\ldots ,{\tfrac {k-2}{k-1}},1}, sodass zum Beispiel {\displaystyle G_{3}} die Wahrheitswerte {\displaystyle 0,{\tfrac {1}{2}},1} und {\displaystyle G_{4}} die Wahrheitswerte {\displaystyle 0,{\tfrac {1}{3}},{\tfrac {2}{3}},1} umfasst. Analog definiert er eine Logik mit unendlich vielen Wahrheitswerten, {\displaystyle G_{\infty }}, bei der als Wahrheitswerte die reellen Zahlen im Intervall von 0 bis 1 verwendet werden. Designierter Wahrheitswert ist bei jeder dieser Logiken 1.
Die Konjunktion {\displaystyle \wedge } und die Disjunktion {\displaystyle \vee } definiert er als Minimum bzw. Maximum der Formelwahrheitswerte:
- {\displaystyle u\wedge v:=\min\{u,v\}}
- {\displaystyle u\vee v:=\max\{u,v\}}

Die Negation {\displaystyle \sim } und Implikation {\displaystyle \rightarrow _{G}} werden durch folgende Wahrheitswertfunktionen definiert:
- {\displaystyle \sim u={\begin{cases}1,&{\text{wenn }}u=0\\0,&{\text{wenn }}u>0\end{cases}}}

- {\displaystyle u\rightarrow _{G}v={\begin{cases}1,&{\text{wenn }}u\leq v\\v,&{\text{wenn }}u>v\end{cases}}}

Die Gödelschen Systeme sind vollständig axiomatisierbar, d. h., es lassen sich Kalküle aufstellen, in denen alle Tautologien des jeweiligen Systems herleitbar sind.

### Łukasiewicz-LogikenLv
Die Implikation {\displaystyle \rightarrow _{L}} und die Negation {\displaystyle \neg } definiert Jan Łukasiewicz durch folgende Wahrheitswertfunktionen:
- {\displaystyle \neg u:=1-u}
- {\displaystyle u\rightarrow _{L}v:=\min\{1,1-u+v\}}

Als erstes entwickelt Łukasiewicz nach diesem Schema 1920 seine dreiwertige Logik, das System {\displaystyle L_{3}}, mit den Wahrheitswerten {\displaystyle 0,{\tfrac {1}{2}},1}. 1922 folgt seine unendlichwertige Logik {\displaystyle L_{\infty }}, in der er die Menge der Wahrheitswerte auf das Intervall der reellen Zahlen von 0 bis 1 erweitert. Designierter Wahrheitswert ist in beiden Fällen 1.
Verallgemeinert zu {\displaystyle L_{v}} zerfallen die Łukasiewicz’schen Logiken in die endlichwertigen Systeme {\displaystyle L_{n}} (Wahrheitswertmenge wie bei Gödel {\displaystyle 0,{\tfrac {1}{n-1}},{\tfrac {2}{n-1}},\ldots ,{\tfrac {n-2}{n-1}},1}), in das bereits angesprochene {\displaystyle L_{\infty }} und in {\displaystyle L_{\aleph _{0}}}, bei der als Wahrheitswerte die rationalen Zahlen (d. h. Brüche) im Intervall von 0 bis 1 verwendet werden. Die Menge der Tautologien, das heißt der Aussagen mit designiertem Wahrheitswert, ist bei {\displaystyle L_{\infty }} und {\displaystyle L_{\aleph _{0}}} identisch.

### ProduktlogikΠ
Die Produktlogik enthält eine Konjunktion {\displaystyle \odot } und eine Implikation {\displaystyle \rightarrow _{\Pi }}, die folgendermaßen definiert werden:
- für {\displaystyle u,v\in [0,1]}: {\displaystyle u\odot v:=uv}
- {\displaystyle u\rightarrow _{\Pi }v:={\begin{cases}1,&{\text{wenn }}u\leq v\\{\frac {v}{u}},&{\text{wenn }}u>v\end{cases}}}

Zusätzlich enthält die Produktlogik eine Wahrheitswertkonstante {\displaystyle {\overline {0}}}, die den Wahrheitswert „falsch“ bezeichnet.
Mittels der zusätzlichen Konstanten können eine Negation {\displaystyle \sim } und eine weitere Konjunktion {\displaystyle \wedge } folgendermaßen definiert werden:
- {\displaystyle \sim \varphi :=\varphi \rightarrow _{\Pi }{\overline {0}}}
- {\displaystyle \varphi \wedge \psi :=\varphi \odot (\varphi \rightarrow _{\Pi }\psi )}

### Post-LogikenPm
Post definiert 1921 eine Familie von Logiken {\displaystyle P_{m}} mit (wie bei {\displaystyle L_{n}} und {\displaystyle G_{k}}) den Wahrheitswerten {\displaystyle 0,{\tfrac {1}{m-1}},{\tfrac {2}{m-1}},\ldots ,{\tfrac {m-2}{m-1}},1}. Negation {\displaystyle \sim } und Disjunktion {\displaystyle \vee } definiert Post folgendermaßen:
- {\displaystyle \sim u:={\begin{cases}1,&{\text{wenn }}u=0\\u-{\frac {1}{m-1}},&{\text{wenn }}u\not =0\end{cases}}}

- {\displaystyle u\vee v:=\max\{u,v\}}

### Vierwertige Logik von Belnap
Hauptartikel: Belnaps vierwertige Logik
Nuel Belnap entwickelte 1977 seine vierwertige Logik mit den Wahrheitswerten t (true, wahr), f (falsch), u (unbekannt) und b (beides, also einer widersprüchlichen Information).

### Bočvar-LogikB3
Die Bočvar-Logik (von Dmitrij Anatoljewitsch Bočvar, geschrieben auch Bochvar oder Botschwar) {\displaystyle B_{3}} enthält zwei Klassen von Junktoren, nämlich die inneren Junktoren einerseits und die äußeren Junktoren andererseits. Die inneren Junktoren Negation {\displaystyle \neg }, Implikation {\displaystyle \rightarrow }, Disjunktion {\displaystyle \vee }, Konjunktion {\displaystyle \wedge } und Bisubjunktion {\displaystyle \leftrightarrow } entsprechen denen der klassischen Logik. Die äußeren Junktoren Negation {\displaystyle \neg *}, Implikation {\displaystyle \rightarrow *}, Disjunktion {\displaystyle \vee *}, Konjunktion {\displaystyle \wedge *} und Bisubjunktion {\displaystyle \leftrightarrow *} sind metasprachlicher Natur und sind die folgenden:
- {\displaystyle \neg *\varphi } ({\displaystyle \varphi } ist falsch)
- {\displaystyle \varphi \rightarrow *\psi } (ist {\displaystyle \varphi } wahr, so auch {\displaystyle \psi })
- {\displaystyle \varphi \vee *\psi } ({\displaystyle \varphi } ist wahr oder {\displaystyle \psi } ist wahr)
- {\displaystyle \varphi \wedge *\psi } ({\displaystyle \varphi } ist wahr und {\displaystyle \psi } ist wahr)
- {\displaystyle \varphi \leftrightarrow *\psi } ({\displaystyle \varphi } ist wahr gdw {\displaystyle \psi } ist wahr)

Die Wahrheitswertfunktionen entsprechen denen der Kleene Logik {\displaystyle K_{3}}.
Für die Definition der äußeren Junktoren wird ein weiterer einstelliger Junktor hinzugenommen, nämlich die externe Bestätigung {\displaystyle A_{*}} mit der Wahrheitswertfunktion
{\displaystyle {\begin{array}{|c || c|}A_{*}&\\\hline 1&0\\i&0\\0&1\\\end{array}}}
Damit lassen sich die äußeren Junktoren, wie folgt, definieren:
- {\displaystyle \neg *\varphi :=\neg A_{*}\varphi }
- {\displaystyle \varphi \vee *\psi :=A_{*}\varphi \vee A_{*}\psi }
- {\displaystyle \varphi \rightarrow *\psi :=A_{*}\varphi \rightarrow A_{*}\psi }
- {\displaystyle \varphi \wedge *\psi :=A_{*}\varphi \wedge A_{*}\psi }
- {\displaystyle \varphi \leftrightarrow *\psi :=A_{*}\varphi \leftrightarrow A_{*}\psi }

Die Logik der äußeren Junktoren, welche eine Unterscheidung zwischen 0 und i trifft, entspricht exakt der klassischen Logik.

## Bayeslogik
Die Bayeslogik (auch Bayes-Logik oder induktive Bayes-Logik) ist eine induktive mehrwertige Logik aus dem Grenzfeld von Logik, Erkenntnistheorie und Maschinenlernen mit Anwendungen in den Bereichen Psychologie und Mensch-Computer-Interaktion.
Die Bayeslogik bestimmt die rationale subjektive Gültigkeit oder probabilistische Adäquatheit von logischen Prädikationen (etwa „Raben sind schwarz UND können fliegen“) induktiv nach Regeln der Wahrscheinlichkeitstheorie. Ihre Ergebnisse können sich bei weiteren Daten wieder verändern (sie ist „non-monoton“). Die Wahrscheinlichkeitstheorie wird auf der Ebene alternativer logischer Erklärungsmuster (die sich aber überlappen können) angewendet. Bei Gegebenheit bestimmter Annahmen, kann die Bayeslogik dadurch den rationalen Grad der Adäquatheit von logischen Erklärungsmustern (logischen Junktoren) bestimmen und etwa die beste Erklärung aufgrund von Häufigkeitsdaten und Vorerwartungen bestimmen (Schluss auf die beste Erklärung). Nach dem Satz von Bayes gilt P(Junktor i|Daten) = P(Daten|Junktor i)*P(Junktor i) / P(Daten). Dabei wird hier von einer Likelihood-Funktion ausgegangen, die bei Ausnahmen einer Junktor-Hypothese nicht immer eine Wahrscheinlichkeit von Null zuordnet, falls ein Ausnahmeparameter r echt größer als 0 ist (r>0). Bei Ausnahmeparameter r = 0 und vorliegenden Daten, die einer Junktor-Hypothese widersprechenden, folgt auch hier eine falsifikationistische Adäquatheitsnorm des Hypothesentestens: Eine einzige gegenlaufende Evidenz widerlegt eine Hypothese. Bei fehlender Widerlegung wird, wie im Falsifikationismus auch, die spezifischere (logisch 'stärkere') Hypothese aufgrund einer Bayesschen Version von Ockhams Rasiermesser bevorzugt. Bei r > 0 erlaubt die Bayeslogik auch die Bevorzugung von spezifischeren Hypothesen – selbst wenn sie mehr Ausnahmen zulässt. Trotz der Datenbasierung (extensionaler Aspekte), handelt es sich insofern um eine auch intensionale Logik, die unter manchen Bedingungen auch psychologische deskriptiv gute Ergebnisse zeigt und eventuell eine rationale Erklärung, etwa von Konjunktionsfehlern (Conjunction Fallacy), bieten kann, die scheinbar im Widerspruch zu einer unmittelbaren Anwendung der Wahrscheinlichkeitstheorie zu stehen scheinen.

## Fuzzy-Logik
In der Fuzzy-Set-Theorie, oft auch als Fuzzy-Logik bezeichnet, werden ebenfalls nicht eindeutige Aussagen behandelt. Ein Beispiel ist die Aussage „das Wetter ist sehr warm“. Diese Aussage wird, abhängig von der tatsächlichen Temperatur, in unterschiedlichem Ausmaß zutreffen: bei 35 Grad mit Sicherheit, bei 25 Grad einigermaßen, bei 0 Grad auf keinen Fall. Die willkürlich festzulegenden Grade des Zutreffens werden durch eine reelle Zahl zwischen 0 und 1 repräsentiert.
Die vorstehenden mehrwertigen Logiken behandeln einzelne Aussagen als atomar, kennen deren innere Struktur also gar nicht. Im Unterschied dazu behandelt die Fuzzy-Set-Theorie nur Aussagen mit einer sehr speziellen inneren Struktur: Einer Grundmenge möglicher Beobachtungen (z. B. die auftretenden Temperaturen) werden Grade des Zutreffens einer Aussage („ist sehr warm“) zugeordnet. Der Begriff Menge (engl. set) in fuzzy set bezieht sich auf die Menge der Beobachtungen, bei denen der Grad des Zutreffens der Aussage > 0 ist; der Begriff fuzzy deutet auf den variablen Grad des Zutreffens.
Die Fuzzy-Set-Theorie behandelt nicht die Frage, ob es unbekannt oder zweifelhaft ist, ob eine Aussage zutrifft. Einer Aussage als solcher wird überhaupt kein Wahrheitswert zugeordnet; die Grade des Zutreffens sind keine Wahrheitswerte, sondern eher Interpretationen eines originären gemessenen Werts.
Die Fuzzy-Set-Theorie liefert auch Methoden, den Grad des Zutreffens von Aussagen, in denen mehrere elementare Aussagen verknüpft sind („das Wetter ist warm und trocken“), zu bestimmen. Die Verfahren zur Kombination von Zutreffensgraden können teilweise auch auf die Kombination von Wahrheitswerten der mehrwertigen Logiken angewandt werden.

## Anwendung mehrwertiger Logiken
In der Hardwareentwicklung von Logikschaltungen werden mehrwertige Logiken zur Simulation eingesetzt, um verschiedene Zustände darzustellen sowie Tri-State-Gatter und Busse zu modellieren. In der Hardwarebeschreibungssprache VHDL wird zum Beispiel oft die im IEEE-Standard mit der Nummer 1164 definierte neunwertige Logik verwendet, die Standard Logic 1164. Sie hat die Werte
1. U undefiniert
2. X unbekannt (starker Treiber)
3. 0 logische Null (starker Treiber)
4. 1 logische Eins (starker Treiber)
5. Z hochohmig (hohe Impedanz Z)
6. W unbekannt (schwacher Treiber)
7. L logische Null low (schwacher Treiber)
8. H logische Eins high (schwacher Treiber)
9. – unwichtig don’t care

Standard Logic 1164, eine neunwertige Logik zur Hardwaresimulation
In einer realen Schaltung treten nur 1, 0 und (bei Ein-/Ausgängen) Z auf. In der Simulation tritt der Zustand U bei Signalen auf, denen bisher noch kein anderer Wert zugewiesen wurde. Der Wert - (Don’t-Care, wird außerhalb von VHDL oft mit X dargestellt) dient nur zur Synthese; er signalisiert dem Übersetzungsprogramm, dass ein bestimmter Zustand nicht vorgesehen ist und es daher egal ist, wie die synthetisierte Schaltung mit diesem Zustand umgeht.
Die Unterscheidung zwischen starken und schwachen Treibern dient dazu, in einem Konfliktfall (wenn zwei Ausgänge auf eine einzige Leitung zusammengeschaltet sind und verschiedene Werte liefern) zu entscheiden, welches Signal der entsprechenden Leitung zugeschrieben wird. Dieser Konflikt tritt oft bei Bussystemen auf, wo mehrere Busteilnehmer gleichzeitig anfangen, Daten zu senden. Trifft nun eine 1 (stark) auf ein L (schwach), so setzt sich das starke Signal durch, und der Signalleitung wird der Wert 1 zugeschrieben. Treffen jedoch gleich starke Signale aufeinander, so geht die Signalleitung in einen undefinierten Zustand. Diese Zustände sind X (bei Konflikt zwischen 1 und 0) und W (bei Konflikt zwischen H und L).

## Abgrenzung
Mehrwertige Logiken werden oft unter metaphysischen oder erkenntnistheoretischen Fragestellungen diskutiert. Darunter fällt z. B. die häufig gestellte Frage, welches logische System „stimmt“, d. h. welches logische System die Wirklichkeit richtig (oder besser: am besten) beschreibt. Unterschiedliche philosophische Strömungen geben auf diese Frage unterschiedliche Antworten; einige Strömungen, z. B. der Positivismus, lehnen gar die Fragestellung an sich als sinnlos ab.